# Hester Burtonová
Hester Burton(ová) (6. prosince 1913, Beccles, Suffolk – 17. září 2000) byla anglická prozaička, autorka historických románů pro mládež.

## Život
Hester Burtonová se narodila jako Hester Wood-Hill(ová). Roku 1936 dokončila v Oxfordu studium angličtiny a krátce pracovala jako učitelka na základní škole. V oxfordském univerzitním vydavatelství Oxford University Press se mimo jiné podílela na přípravě Oxford Junior Encyclopaedia a byla také editorkou několika antologií. Roku 1937 se prodala za oxfordského profesora Reginalda Burtona, se kterým měla tři dcery.
Mezi roky 1960 až 1981 napsala osmnáct knih pro děti a mládež, které se odehrávají na pozadí skutečných historických událostí. Roku 1963 obdržela za román Time of Trial (Čas souzení) prestižní cenu za dětskou literaturu Carnegie Medal.

## Dílo

### Romány a povídky
- The Great Gale (1960, Velká vichřice), román odehrávající se v Norfolku za velké povodně v roce 1953.
- Castors Away! (1962), román odehrávající se za napoleonských válek v době bitvy u Trafalgaru.
- Time of Trial (1963, Čas souzení), román z období napoleonských válek, ve kterém hlavní ženská hrdinka bojuje za právo vzepřít se společenské determinaci.
- No Beat of Drum (1966, Bez doprovodu bubnů), příběh dvou chlapců odsouzených roku 1830 za účast na vzpouře zemědělských dělníků k deportaci do tehdy nově osidlované země Austrálie.
- In Spite of All Terror (1968), příběh z roku 1939, kdy byly děti z Londýna evakuovány do bezpečí na anglický venkov.
- Otmoor for Ever (1968), příběh z bouří zemědělců v Otmooru v první polovině 19. století.
- Thomas (1969), román z doby Velkého londýnského moru roku 1665.
- Through the Fire (1969), román odehrávající se za Velkého požáru Londýna roku 1666.
- The Henchmens at Home (1970), také jako The Day That Went Terribly Wrong: And Other Stories, sbírka povídek, příběhy tří dětí z období viktoriánské Anglie.
- The Rebel (1971), román z Velké francouzská revoluce.
- Riders of the Storm (1972, Jezdci bouře), příběh z 18. století, ve kterém je učitel z chudinské školy obviněn z podněcování nepokojů.
- Kate Rider (1974), příběh dívky odehrávající se za anglické občanské války v letech 1646 až 1648.
- To Ravensrigg (1976), román z konce 18. století, ve kterém se dívka snaží najít svého otce, což jí přivede do prostředí obchodníků s otroky.
- Tim at the Fur Fort (1977), román ze severní Kanady 19. století
- When the Beacons Blazed (1978), příběh z roku 1558, kdy ohňové majáky upozornily anglické loďstvo na španělskou Nepřemožitelnou armádu, kterou pak následně Angličané porazili v bitvě u Gravelines.
- Five August Days (1981, Pět srpnových dnů), román s kriminální zápletkou.

### Obrázkové knihy
- A Seaman at the Time of Trafalgar (1963, Námořník od Trafalgaru),
- A Grenville Goes to Sea (1977).

### Biografie a odborné knihy
- Barbara Bodichon, 1827–1891 (1949), kniha o bojovnici za práva žen.
- Coleridge and the Wordsworths (1953).
- Tennyson. Selection and commentary by Hester Burton (1954).

### Antologie, které uspořádala
- A Book of Modern Stories (1959, Kniha moderních povídek).
- Her First Ball (1959, Její první míč).

## Filmové adaptace
- Castors Away! (1968), britský televizní seriál, režie Dorothea Brooking.[4]

## Česká vydání
- Bez doprovodu bubnů, Albatros, Praha 1979, přeložil Milan Rejl.